# One (videojuego)
One es un videojuego lanzado para la consola PlayStation de Sony en 1997. El juego fue lanzado como un clásico de PSone para descargar en la PlayStation Network el 18 de marzo de 2010.

## Juego
El juego es un shooter en tercera persona con 6 niveles en total, todos ellos con un jefe de fase al final de cada uno. La mayoría de estos no pueden ser atacados vía fuego directo, en su lugar hay que utilizar objetos en el medio ambiente circundante en su contra.

## Argumento
El objetivo en el juego es descubrir la verdadera identidad del personaje principal del juego, John Cain y la única pista disponible es un código de barras en el cuello del personaje. Al inicio del juego John Cain despierta en el cuarto de un apartamento, con una especie de cañón adaptado a su brazo, con Amnesia y con los helicópteros de la policía lanzándole misiles por las ventanas. El jugador es perseguido a través de la ciudad y los campos por fuerzas militares y policiales con la aparente intención de matar a Cain. Para combatir a la policía, a los militares y demás enemigos, el jugador puede utilizar el recién instalado cañón de Cain o pelear a la manera tradicional, usando combos de patadas y puñetazos.